# Le Mérévillois
Le Mérévillois es una comuna nueva francesa situada en el departamento de Essonne, de la región de Isla de Francia. La cabecera y mayor población es Méréville.

## Geografía
Está ubicada en la extremidad sur del departamento, a 14 km al sur de Étampes.

## Historia
Fue creada el 1 de enero de 2019, en aplicación de una resolución del prefecto de Essonne del 28 de septiembre de 2018 con la unión de las comunas de Méréville y Estouches, pasando a estar el ayuntamiento en la antigua comuna de Méréville.